# Lista de pinturas de Josefa de Óbidos
Esta é uma lista de pinturas da artista portuguesa Josefa de Óbidos, lista não exaustiva das pinturas da artista, mas tão só das que como tal se encontram registadas na Wikidata.
Josefa de Óbidos nasceu em Sevilha, em 1630, e faleceu em Óbidos (Portugal), em 1684, onde viveu a partir dos quatro anos de idade, sendo filha de pai português e mãe espanhola.
Ao longo da sua vida, Josefa de Óbidos criou algumas das imagens mais salientes da história da arte portuguesa. Marcante pela sua condição feminina e pela individualidade do seu percurso artístico, Josefa é um expoente do Barroco português nos anos que se seguiram à Restauração da Independência.
As suas obras (de pintura, escultura e artes decorativas) encontram-se dispersas por muitas instituições (MNAA, Museu do Prado, Museu de Belas Artes de Sevilha, Mosteiro do Escorial) e coleções privadas, portuguesas e estrangeiras.
As suas pinturas, que se encontram muitas em coleções privadas, revelam-na como uma mulher emancipada e culta, com a espiritualidade própria do século XVII e como o exemplo mais reputado do Barroco português neste século.
| Imagem | Título                                                       | Data de publicação | Retrata                                                                          | Coleção                                       | Descrito em |
| ------ | ------------------------------------------------------------ | ------------------ | -------------------------------------------------------------------------------- | --------------------------------------------- | ----------- |
|        | Casamento místico de Santa Catarina                          | década de 1640     |                                                                                  | Museu Nacional de Arte Antiga                 |             |
|        | São Francisco de Assis e Santa Clara                         | 1647               |                                                                                  |                                               |             |
|        | Casamento Místico de Santa Catarina                          | 1647               |                                                                                  | Museu Nacional de Arte                        |             |
|        | Natividade (Josefa de Óbidos)                                | década de 1650     | Menino Jesus                                                                     |                                               |             |
|        | Santa Maria Madalena                                         | 1650               | Maria Madalena                                                                   | Museu Nacional de Machado de Castro           |             |
|        | Menino Jesus Peregrino                                       | século XVII        |                                                                                  | Museu Nacional de Arte Antiga                 |             |
|        | Menino Jesus do Espinho                                      | 1650               | Menino Jesus                                                                     | Museu de Leiria                               |             |
|        | Natureza morta com caixas e vasilhas                         | 1655               |                                                                                  | Museu Nacional de Arte Antiga                 |             |
|        | Lactação de São Bernardo                                     | década de 1660     | Virgem Amamentando Lactatio Bernardi Madona e o Menino Bernardo de Claraval anjo | Museu Nacional de Machado de Castro           |             |
|        | Natureza morta com fruta, verdura e flores                   | década de 1660     | flor fruta                                                                       | Museu Nacional de Arte Antiga                 |             |
|        | Natureza morta                                               | década de 1660     |                                                                                  | Museu Nacional de Arte Antiga                 |             |
|        | Cordeiro Místico                                             | década de 1660     |                                                                                  | Paço dos Duques de Bragança                   |             |
|        | Natureza morta com bolos                                     | década de 1660     |                                                                                  | Museu Nacional Frei Manuel do Cenáculo        |             |
|        | Pentecostes                                                  | década de 1660     | Pentecostes                                                                      | Museu Nacional de Machado de Castro           |             |
|        | Lamentação sobre Cristo morto                                | 1660               | Lamentação de Cristo Jesus                                                       | Museu Municipal de Óbidos                     |             |
|        | Natureza morta com melão e cogumelos                         | 1660               |                                                                                  | No/unknown value                              |             |
|        | Madalena Penitente                                           | 1661               | Maria Madalena                                                                   | Igreja de Santa Maria de Óbidos               |             |
|        | Retábulo de Santa Catarina                                   | 1661               |                                                                                  | Igreja de Santa Maria de Óbidos               |             |
|        | Santa Catarina discutindo com os Doutores de Alexandria      | 1661               | Catarina de Alexandria                                                           | Igreja de Santa Maria de Óbidos               |             |
|        | Martírio de Santa Catarina e a quebra da roda da tortura     | 1661               | Catarina de Alexandria                                                           | Igreja de Santa Maria de Óbidos               |             |
|        | Casamento Místico de Santa Catarina                          | 1661               | Catarina de Alexandria Madona e o Menino                                         | Igreja de Santa Maria de Óbidos               |             |
|        | Santa Teresa inspirada pelo Espírito Santo                   | 1661               | Teresa de Ávila                                                                  | Igreja de Santa Maria de Óbidos               |             |
|        | Sagrada Família                                              | 1664               | Virgem Maria Menino Jesus São José                                               | Convento de Santa Cruz do Buçaco              |             |
|        | Cordeiro Pascal                                              | século XVII        |                                                                                  | Museu Nacional Frei Manuel do Cenáculo        |             |
|        | Junho                                                        | 1668               |                                                                                  | No/unknown value                              |             |
|        | Março                                                        | 1668               |                                                                                  | No/unknown value                              |             |
|        | Abril                                                        | 1668               |                                                                                  | Museu Nacional de Arte Antiga                 |             |
|        | Adoração dos Pastores                                        | 1669               | Menino Jesus Adoração dos Pastores                                               | Museu Nacional de Arte Antiga                 |             |
|        | São José e o Menino                                          | 1670               |                                                                                  | Museu Nacional de Arte Antiga                 |             |
|        | Cesta com Cerejas, Queijos e Barros                          | década de 1670     | queijo cereja cesto                                                              | No/unknown value                              |             |
|        | O Cordeiro Sacrificial                                       | década de 1670     | ovelha flor                                                                      | Museu de Arte Walters                         |             |
|        | Natureza morta com melancia e pêra                           | 1670               |                                                                                  | Museu Nacional de Arte Antiga                 |             |
|        | São João Batista                                             | década de 1670     | João Batista                                                                     | No/unknown value                              |             |
|        | Retrato de Faustino das Neves                                | 1670               |                                                                                  | Museu Municipal de Óbidos                     |             |
|        | Natureza morta com melancia e uvas                           | 1670               |                                                                                  | No/unknown value                              |             |
|        | Agnus Dei                                                    | 1670               |                                                                                  | Museu Nacional de Arte Antiga                 |             |
|        | Transverberação de Santa Teresa                              | 1672               |                                                                                  | Igreja de Nossa Senhora da Assunção (Cascais) |             |
|        | Sagrada Família (Cascais)                                    | 1672               |                                                                                  | Igreja de Nossa Senhora da Assunção (Cascais) |             |
|        | Santa Teresa, Doutora Mística, inspirada pelo Espírito Santo | 1672               | Teresa de Ávila                                                                  | Igreja de Nossa Senhora da Assunção (Cascais) |             |
|        | Teresa de Ávila e a Visão da Santíssima Trindade             | 1672               | Teresa de Ávila                                                                  | Igreja de Nossa Senhora da Assunção (Cascais) |             |
|        | Êxtase de Santa Teresa de Ávila                              | 1672               | Teresa de Ávila                                                                  | Igreja de Nossa Senhora da Assunção (Cascais) |             |
|        | Visão do colar de Santa Teresa de Ávila                      | 1672               | Teresa de Ávila                                                                  | Igreja de Nossa Senhora da Assunção (Cascais) |             |
|        | O Menino Jesus Salvador do Mundo                             | 1673               |                                                                                  | Igreja de Nossa Senhora da Assunção (Cascais) |             |
|        | Visão de São João da Cruz                                    | 1673               |                                                                                  |                                               |             |
|        | Ceia da Sagrada Família                                      | 1674               | Sagrada Família                                                                  | Museu Nacional Frei Manuel do Cenáculo        |             |
|        | Natureza Morta com Doces e Barros                            | 1676               | doçaria                                                                          | Biblioteca Municipal Braamcamp Freire         |             |
|        | Anunciação (Josefa de Óbidos)                                | 1676               | Anunciação                                                                       | Museu Nacional de Arte Antiga                 |             |
|        | Natureza Morta com flores, doces e cerejas                   | 1676               | flor                                                                             | Biblioteca Municipal Braamcamp Freire         |             |
|        | Descanso na Fuga para o Egito                                | 1676               | Fuga para o Egito                                                                | Atelier-Museu Júlio Pomar                     |             |
|        | A Sagrada Família com São João Batista, Santa Isabel e Anjos | 1678               |                                                                                  | Museu da Misericórdia do Porto                |             |
|        | Calvário                                                     | 1679               | Jesus Virgem Maria São João Evangelista Maria Madalena                           | Igreja da Misericórdia de Peniche             |             |
|        | Maria Madalena confortada pelos Anjos                        | 1679               | Maria Madalena                                                                   | Departamento de Pinturas do Louvre            |             |
|        | Virgem com o Menino                                          | 1680               | Virgem Maria Menino Jesus                                                        |                                               |             |
|        | Retrato de Maria Francisca de Saboia                         | século XVII        | Maria Francisca de Saboia, Rainha de Portugal                                    | Museu Nacional dos Coches                     |             |
|        | Menino Jesus Peregrino                                       | século XVII        | Menino Jesus                                                                     | No/unknown value                              |             |
|        | Nossa Senhora da Misericórdia                                | século XVII        |                                                                                  | Igreja da Misericórdia de Alenquer            |             |
|        | O Purgatório                                                 | século XVII        | purgatório                                                                       | Igreja de Santa Maria de Cós                  |             |
|        | Lamentação de Cristo com Santo António e o Menino            | século XVII        | Jesus                                                                            | Capela de São Vicente dos Gafos               |             |
|        | Cesto de bolos e flores                                      | século XVII        |                                                                                  | Museu Municipal de Óbidos                     |             |

∑ 59 items.
1. 1 2 3  António Filipe Pimentel. «Josefa de Óbidos e a Invenção do Barroco Português». Museu Nacional de Arte Antiga. Consultado em 12 de dezembro de 2018